# Centrale des Vernes
La centrale des Vernes était une centrale hydroélectrique de première importance dans l'histoire de la houille blanche, située sur la commune de Livet-et-Gavet dans l'Isère, construite entre 1916 et 1918 pour produire de la fonte synthétique, au four électrique. Sa mise à l'arrêt est intervenue en 2020, lors de la mise en service de la centrale de Romanche Gavet.

## Histoire
Le fondateur de l'usine, Charles Albert Keller, fonde d'abord en Bretagne les « Établissements Keller et Leleux » pour l'utilisation d'une invention récente, le four à arc électrique. En 1902, il s'installe à Livet-et-Gavet, puis en 1906, il crée la « Société anonyme Keller et Leleux », au capital de 3 500 000 francs et obtient en 1908 de la fonte synthétique, au four électrique, à partir de ferrailles et de charbon. Un four électrique de 20 tonnes est mis en service en 1914.
La Défense nationale le sollicite d'autant plus fortement pendant la Première Guerre mondiale que l'indisponibilité des usines du nord et de l'est et les besoins en énergie électrique pour des nécessités militaires font de la vallée de la Romanche un recours providentiel. 
Les qualités de résistance obtenues conduisirent à la fabrication de projectiles : avant la fin de l'année 1914, une première série d'obus de 220 en fonte aciérée donnait lieu à des résultats excellents. La production basée d'abord sur 50 projectiles par jour fut poussée en 1916 jusqu'à 300 projectiles de 220 et 10 obus de 400 par jour, soit l'équivalent de 55 tonnes de métal brut. Entre 1914 et 1918, le site fabrique 120 000 tonnes d'obus de gros calibre. Une voie ferrée en forte pente alimente l'usine à Livet en ferrailles et évacue la production.
La centrale est le navire-amiral d'un empire industriel dans la vallée. La puissance de la chute d'eau de Livet passe de 1 250 ch (1 ch = 735,5 W) en 1902 à 7 000 ch lors de la mise en marche de la centrale des Vernes en juillet 1918 ; elle atteindra 20 000 ch en 1926.
Lors de l'Exposition internationale de la houille blanche de Grenoble, en 1925, la centrale est vantée pour son potentiel dans l'électrométallurgie et de l'emploi de l'électricité hydraulique. En 1927, la société installe à Livet un nouveau four géant, qui contribue à augmenter la consommation d'énergie. Elle équipe les deux chutes du ruisseau de Bâton (l'une de 560 mètres et l'autre de 1 100 mètres) puis construit ensuite la centrale de Lac Mort à l'Île Falcon, qui turbine les eaux du lac Mort, sur le plateau de Laffrey.
L'eau est acheminée à la centrale des Vernes par une galerie souterraine elle-même directement alimentée par le canal de fuite de la centrale de Livet (débit maximum de 22 m3/s). La centrale des Vernes est équipée de deux groupes de production Escher Wyss dont les « turbines-puits » sont munies respectivement d'une et de deux roues de type Francis à axe horizontal, pour une puissance de 1,84 MW et 2,43 MW. L'énergie électrique produite est évacuée par deux lignes de 5 kV et 4 kV connectées aux circuits de la centrale de Livet.
La centrale hydroélectrique de Romanche Gavet l'a remplacée en octobre 2020, ainsi que les cinq autres centrales de la vallée de la Romanche. La centrale des Vernes et ses abords seront rénovés et réaménagés à horizon 2024.

## Architecture
La centrale des Vernes a été classée au titre des monuments historiques le 2 septembre 1994 et labellisée « Patrimoine du XXe siècle » de l'Isère en 2003. C'est la seule centrale de ce type classée au titre des monuments historiques.

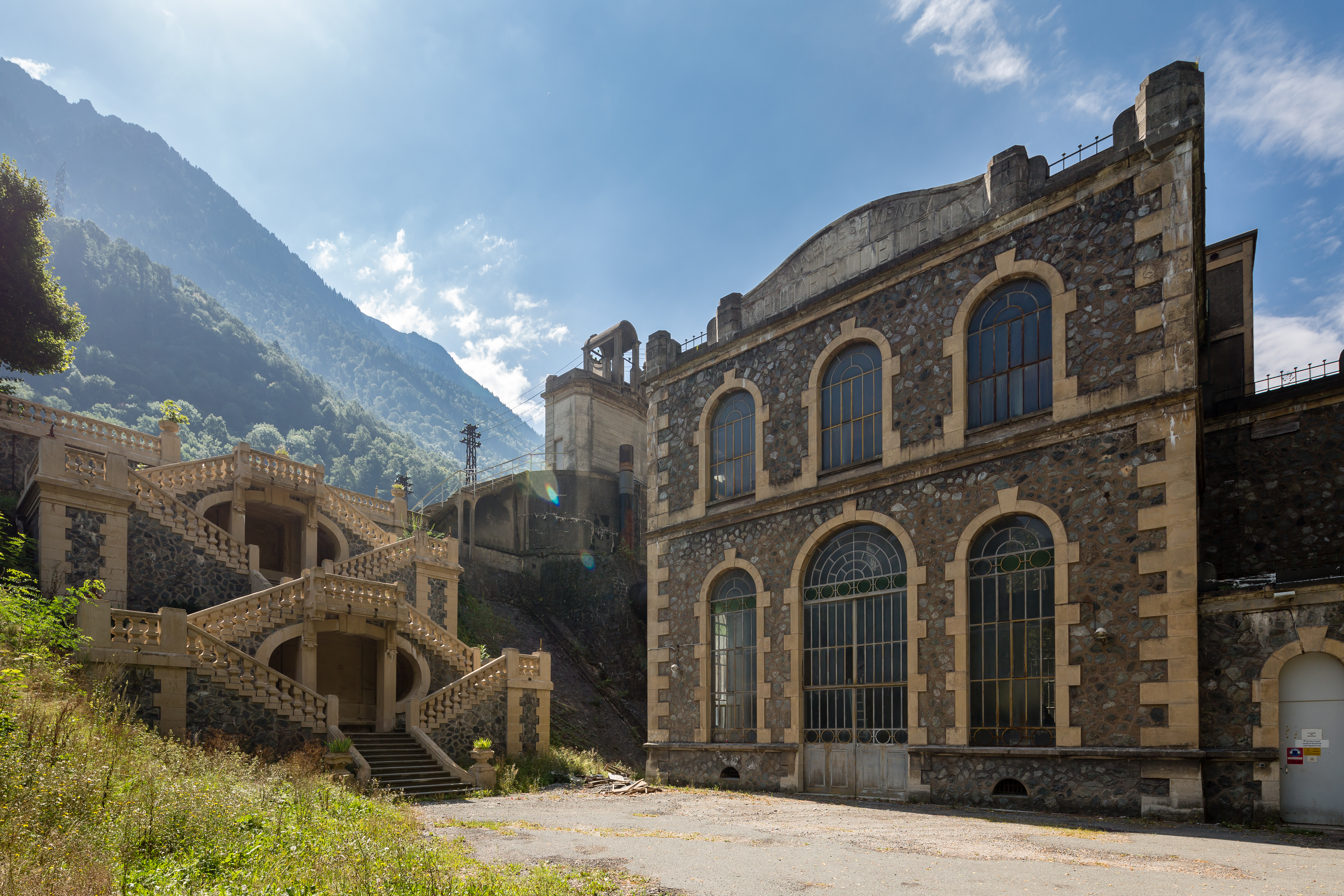
L'escalier monumental et le bâtiment principal.

L'édifice, parfois qualifié de forteresse ou de villa italienne, est l'œuvre de l'architecte grenoblois Florentin Nublat. Son classement est justifié par le soin architectural apporté par Keller aux bâtiments mais également aux abords avec notamment l'escalier monumental remarquable. De grandes baies vitrées percent ses deux bâtiments massifs. Le bassin de décharge ressemble à une fontaine monumentale, et deux conduites forcées de 2,50 m de diamètre amènent l'eau aux turbines.